# Мартін Їранек
Мартін Їранек (чеськ. Martin Jiránek; 25 травня 1979, Прага) — чеський футболіст. Правий і центральний захисник, гравець збірної Чехії. Виступав за московський «Спартак». Нині гравець англійського «Бірмінгем Сіті».

## Віхи кар'єри
- 5 березня 2009 року був обраний капітаном «Спартака».
- 27 вересня 2009 року провів 149-й офіційний матч у складі «Спартака» (120-й в чемпіонатах Росії), побивши рекорд Робсона за кількістю ігор за клуб серед легіонерів з далекого зарубіжжя. [4]
- 12 березня 2010 року на загальних зборах команди Мартін був знову обраний капітаном. Віце-капітанами стали Алекс і Мартін Штранцль. [5]
- 30 серпня 2010 року Їранек перейшов у «Бірмінгем» [6], підписавши річний контракт [7].

## Досягнення
- Володар Кубка Чехії (1):

«Слован»: 1999-2000
- Володар Кубка Футбольної ліги (1):

«Бірмінгем Сіті»: 2010-11
- Чемпіон Європи (U-21): 2002
- Бронзовий призер Чемпіонату Європи 2004
- Срібний призер Чемпіонату Росії (4):

«Спартак» (Москва): 2005, 2006, 2007, 2009

### Особисті
- У списках 33 найкращих футболістів чемпіонату Росії (1): № 2 (2009).